# Guiglo (underprefektur)
Guiglo är en underprefektur i Elfenbenskusten. Den ligger i departementet med samma namn, i den sydvästra delen av landet, 270 km väster om huvudstaden Yamoussoukro.